# Murfreesboro (Tennessee)
Murfreesboro es una ciudad ubicada en el condado de Rutherford en el estado estadounidense de Tennessee. En el Censo de 2010 tenía una población de 108.755 habitantes y una densidad poblacional de 756,76 personas por km². Está situada en el centro del estado.

## Geografía
Murfreesboro se encuentra ubicada en las coordenadas 35°51′8″N 86°24′58″O / 35.85222, -86.41611. Según la Oficina del Censo de los Estados Unidos, Murfreesboro tiene una superficie total de 143,71 km², de la cual 143,34 km² corresponden a tierra firme y (0,25%) 0,37 km² es agua.

## Demografía
Según el censo de 2010, había 108.755 personas residiendo en Murfreesboro. La densidad de población era de 756,76 hab./km². De los 108.755 habitantes, Murfreesboro estaba compuesto por el 75,62% blancos, el 15,18% eran afroamericanos, el 0,35% eran amerindios, el 3,36% eran asiáticos, el 0,04% eran isleños del Pacífico, el 2,79% eran de otras razas y el 2,65% pertenecían a dos o más razas. Del total de la población el 0,93% eran hispanos o latinos de cualquier raza.